# Babajić
Babajić (cyr. Бабајић) – wieś w Serbii, w okręgu kolubarskim, w gminie Ljig. W 2011 roku liczyła 431 mieszkańców.